# Dickinson W. Richards
Dickinson Woodruff Richards (Orange (New Jersey), 30 oktober 1895 – Lakeville (Connecticut), 23 februari 1973) was een Amerikaans arts en fysioloog. In 1956 kreeg hij samen met André Cournand en Werner Forssmann de Nobelprijs voor Fysiologie of Geneeskunde voor het aantonen hoe een katheter kan worden ingebracht in het hart, en het bestuderen van meerdere aandoeningen aan het hart en de bloedsomloop.

## Biografie
Richards, geboren in Orange, was de zoon van de advocaat Dickinson Woodruff sr. en Sally (Lambert) Richards die een afstammeling was uit een lijn van drie generaties van artsen. Hij genoot zijn opleiding aan The Hotchkiss School in Lakeville. In 1913 ging hij naar de Yale-universiteit, waar hij Engels en Oudgrieks studeerde en in 1917 afstudeerde. Datzelfde jaar ging hij bij het Amerikaanse leger waar hij artillerie-instructeur werd. Hij diende van 1918 tot 1919 als officier in Frankrijk.
Toen hij terugkeerde naar de Verenigde Staten, begon Richards aan een studie aan de medische faculteit van de Columbia-universiteit. Daar haalde hij in 1922 zijn Master, en in 1923 zijn Doctor of Medicine. Tot 1927 werkte hij bij het New York Presbyterian Hospital in New York. Daarna vertrok hij naar Engeland om te gaan werken bij het National Institute for Medical Research in Londen waar hij nauw samenwerkte met Henry Hallett Dale die een grote invloed had op zijn toekomstige onderzoek.
In 1928 keerde Richards terug naar het Presbyterian Hospital en begon met zijn onderzoek naar de fysiologie van de longen en het hart- en vaatstelsel. Hij werkte eerst onder prof. Lawrence Henderson van de Harvard-universiteit aan methoden om de longfunctie te bestuderen bij patiënten met een longaandoening.
Daarna ging hij samenwerken met André Cournand aan het Bellevue-ziekenhuis, met wie hij een techniek voor hartkatheterisatie ontwikkelde – geïnspireerd door het vroege werk van de Duitser Werner Forssmann. Daarnaast bestudeerden zij onder meer shock, hartfalen en aangeboren hartafwijkingen. Dit onderzoek leverde hun uiteindelijk de Nobelprijs op.
In 1945 verhuisde Richards zijn Cardiopulmonary-lab naar het Bellevue-ziekenhuis. In 1947 werd hij de Lambert-hoogleraar in de Geneeskunde aan de Columbia-universiteit. Tijdens zijn carrière diende hij ook als adviseur bij Merck Sharp and Dohme Company. In 1961 ging Richards met emeritaat bij zowel de universiteit als Bellevue.
Richard kreeg voor zijn werk vele onderscheidingen, waaronder de John Phillips Memorial Award van de American College of Physicians in 1960, de Trudeau Medal in 1968, en de Kober Medal van de Association of American Physicians in 1970. In 1963 werd hij benoemd tot Ridder in het Franse Legioen van Eer.
Richards huwde in 1931 met zijn laboratorium-assistente Constance Burrell Riley. Samen kregen ze vier dochters, Ida Elizabeth, Getrude Woodruff, Ann Huntingtoin en Constance Lord. Hij overleed in 1973 op 77-jarige leeftijd.
1901: Behring · 
1902: Ross · 
1903: Finsen · 
1904: Pavlov · 
1905: Koch · 
1906: Golgi, Ramón y Cajal · 
1907: Laveran · 
1908: Mechnikov, Ehrlich · 
1909: Kocher · 
1910: Kossel · 
1911: Gullstrand · 
1912: Carrel · 
1913: Richet ·
1914: Bárány · 
1919: Bordet · 
1920: Krogh · 
1922: Hill, Meyerhof · 
1923: Banting, Macleod · 
1924: Einthoven ·
1926: Fibiger · 
1927: Wagner-Jauregg · 
1928: Nicolle · 
1929: Eijkman, Hopkins · 
1930: Landsteiner · 
1931: Warburg · 
1932: Sherrington, Adrian · 
1933: Morgan · 
1934: Whipple, Minot, Murphy · 
1935: Spemann · 
1936: Dale, Loewi · 
1937: Szent-Györgyi · 
1938: Heymans · 
1939: Domagk · 
1943: Dam, Doisy · 
1944: Erlanger, Gasser · 
1945: Fleming, Chain, Florey · 
1946: Muller · 
1947: C. Cori, G. Cori, Houssay · 
1948: Müller · 
1949: Hess, Moniz · 
1950: Kendall, Reichstein, Hench · 
1951: Theiler · 
1952: Waksman · 
1953: Krebs,Lipmann ·
1954: Enders, Weller, Robbins · 
1955: Theorell · 
1956: Cournand, Forssmann, Richards · 
1957: Bovet · 
1958: Beadle, Tatum, Lederberg · 
1959: Ochoa, Kornberg · 
1960: Burnet, Medawar · 
1961: Békésy · 
1962: Crick, Watson, Wilkins · 
1963: Eccles, Hodgkin, Huxley · 
1964: Bloch, Lynen · 
1965: Jacob, Lwoff, Monod · 
1966: Rous, Huggins · 
1967: Granit, Hartline, Wald · 
1968: Holley, Khorana, Nirenberg · 
1969: Delbrück, Hershey, Luria · 
1970: Katz, Euler, Axelrod · 
1971: Sutherland · 
1972: Edelman, Porter · 
1973: Frisch, Lorenz, Tinbergen · 
1974: Claude, De Duve, Palade · 
1975: Baltimore, Dulbecco, Temin ·
1976: Blumberg, Gajdusek · 
1977: Guillemin, Schally, Yalow · 
1978: Arber, Nathans, Smith · 
1979: Cormack, Hounsfield · 
1980: Benacerraf, Dausset, Snell · 
1981: Sperry, Hubel, Wiesel · 
1982: Bergström, Samuelsson, Vane · 
1983: McClintock · 
1984: Jerne, Köhler, Milstein · 
1985: Brown, Goldstein · 
1986: Cohen, Levi-Montalcini · 
1987: Tonegawa · 
1988: Black, Elion, Hitchings · 
1989: Bishop, Varmus · 
1990: Murray, Thomas · 
1991: Neher, Sakmann · 
1992: Fischer, Krebs · 
1993: Roberts, Sharp · 
1994: Gilman, Rodbell · 
1995: Lewis, Nüsslein-Volhard, Wieschaus · 
1996: Doherty, Zinkernagel · 
1997: Prusiner · 
1998: Furchgott, Ignarro, Murad · 
1999: Blobel · 
2000: Carlsson, Greengard, Kandel ·
2001: Hartwell, Hunt, Nurse · 
2002: Brenner, Horvitz, Sulston · 
2003: Lauterbur, Mansfield · 
2004: Axel, Buck · 
2005: Marshall, Warren ·
2006: Fire, Mello ·
2007: Capecchi, Smithies, Evans ·
2008: Zur Hausen, Barré–Sinoussi, Montagnier ·
2009: Blackburn, Greider, Szostak ·
2010: Edwards ·
2011: Beutler, Hoffmann, Steinman ·
2012: Gurdon, Yamanaka ·
2013: Rothman, Schekman, Südhof ·
2014: O'Keefe, Moser, Moser ·
2015: Campbell, Omura, Tu ·
2016: Osumi ·
2017: Hall, Rosbash, Young ·
2018: Allison, Honjo ·
2019: Kaelin, Ratcliffe, Semenza ·
2020: Alter, Houghton, Rice ·
2021: Julius, Patapoutian ·
2022: Pääbo ·
2023: Karikó, Weissman ·
2024: Ambros, Ruvkun